# Mesanthemum radicans
Mesanthemum radicans är en gräsväxtart som först beskrevs av George Bentham, och fick sitt nu gällande namn av Friedrich August Körnicke. Mesanthemum radicans ingår i släktet Mesanthemum och familjen Eriocaulaceae. Inga underarter finns listade i Catalogue of Life.